# Volkswagen Messina-Käfer
Volkswagen-Messina-Käfer var en speciell bilmodell tillverkad av Volkswagens generalagent i Italien.
Den 1 juli 1964 skedde något helt speciellt i Kalabrien i Syditalien. Man skulle köra bil till Sicilien. Ingen vanlig bil utan en VW 1200, som var speciellt preparerad. Dörrarna var försedda med extra packningar och elsystemet var inkapslat, på vevaxelns förlängning var det monterat en propeller. Därmed var alla förutsättningar uppfyllda. Turen kunde starta och på 38 minuter korsades Messina-sundet. Nästan exakt 20 år senare gjordes turen om igen, den 26 juni 1984. Bilen var en bubbla, med 1300:a motor på 40 hk., toppfarten i vatten var 20 km/t, styrningen skedde som vanligt med framhjulen.
Bilen står nu på Volkswagens museum i Wolfsburg.